# Universidad de Malaui
La Universidad de Malaui  (en inglés, University of Malawi ) es la universidad estatal y más importante del país africano de Malaui. Se trata de una institución educativa fundada en 1964 y compuesta por cinco facultades constitutivas ubicadas en Zomba, Blantyre, y Lilongüe. De las cinco facultades, la mayor es Chancellor College en Zomba. El nombre de la universidad se abrevia a UNIMA. Es parte del sistema educacional del gobierno de Malaui. El vicerrector en la actualidad es profesor Emmanuel Fabiano.